# Čeroki (server)
Cherokee HTTP Server je višeplatformski veb-server. Brz je i potpuno funkcionalan, a pritom jednostavan u poređenju sa alternativnim serverima. Potpuno je implementiran u C programskom jeziku. Moguće ga je proširivati raznim dodacima.
Objavljen je pod GPL licencom.

## Spoljašnje veze
- Cherokee zvaničan sajt
- Cherokee online dokumentacija